# Uluburun

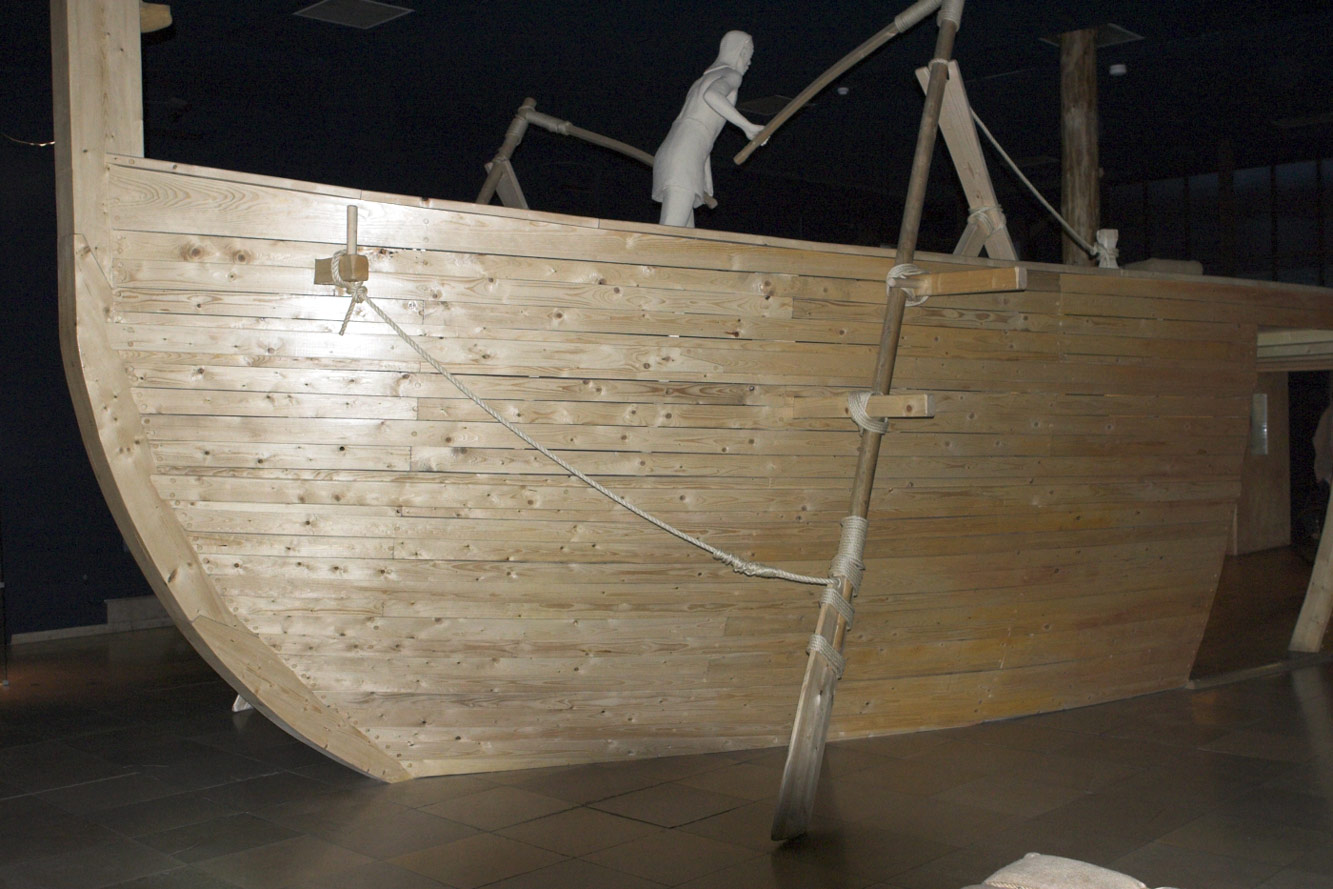
Reconstrucţie a epavei Uluburun

Epava Uluburun este una din cele mai bine cunoscute epave datată în epoca bronzului în secolul XIV î.Hr. fiind descoperită pe coasta de sud a Turciei în Marea Mediterană în apropierea orașului Kaș din provincia Antalya. 
Un scufundător turc a descoperit-o în anul 1982, ulterior fiind recuperată folosindu-se tehnici ale arheologiei subacvatice în 11 campanii succesive fiecare de 3-4 luni între 1984-1994.

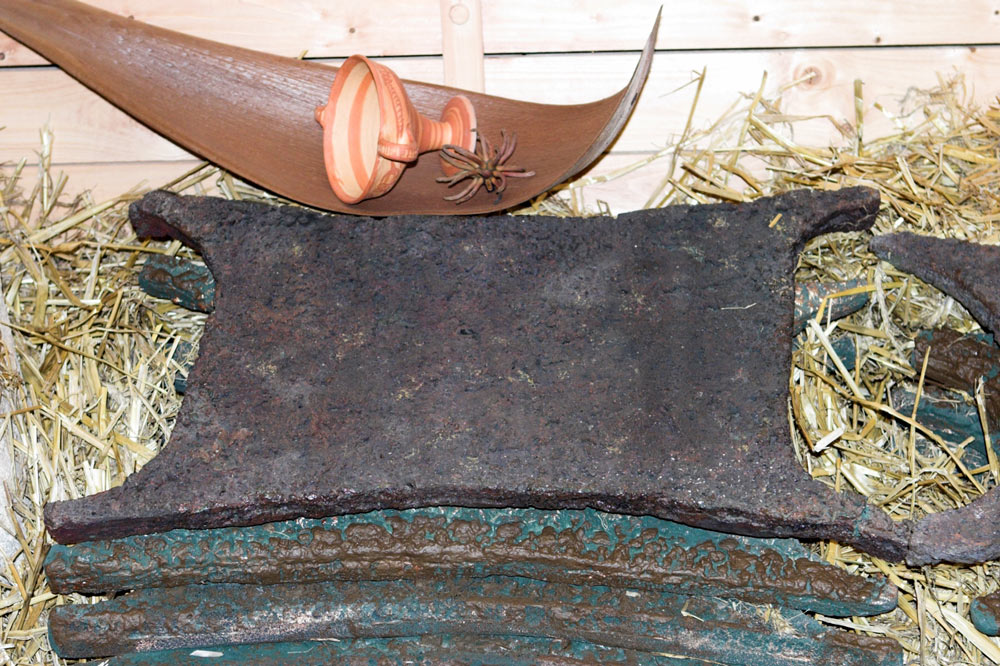
Lingouri de cupru în formă de "piele de bou"

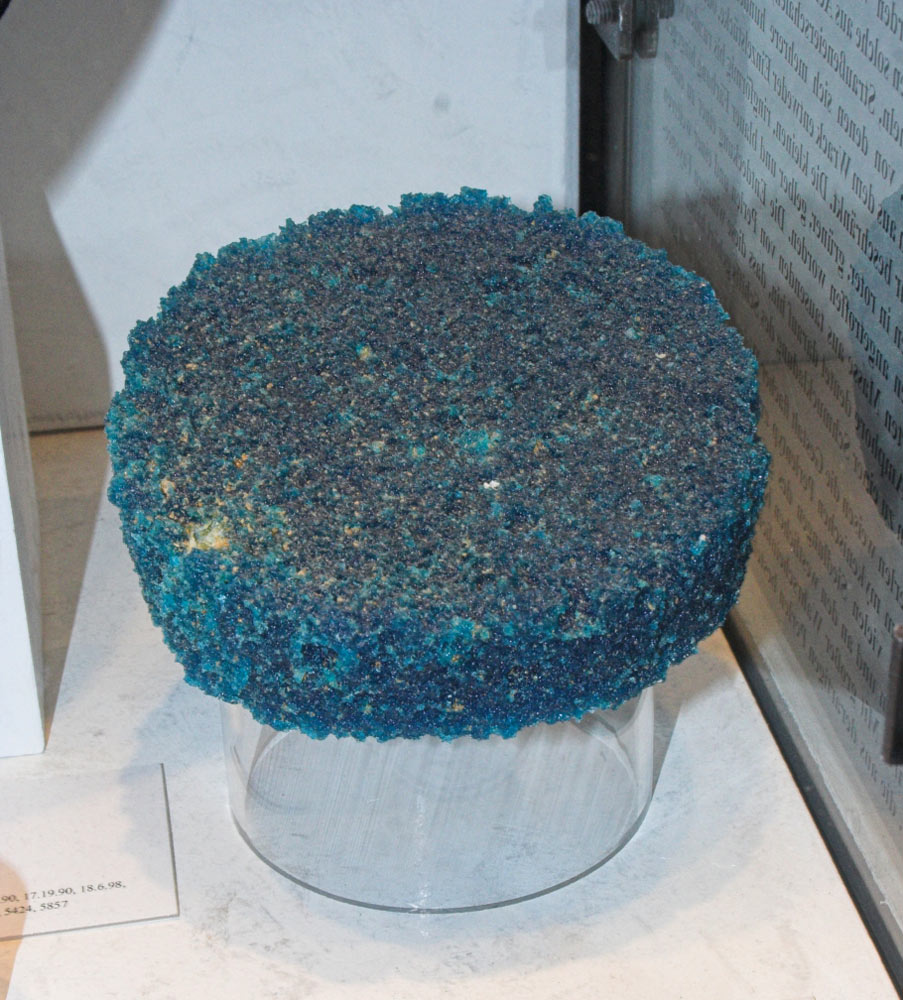
Sticlă neprelucrată

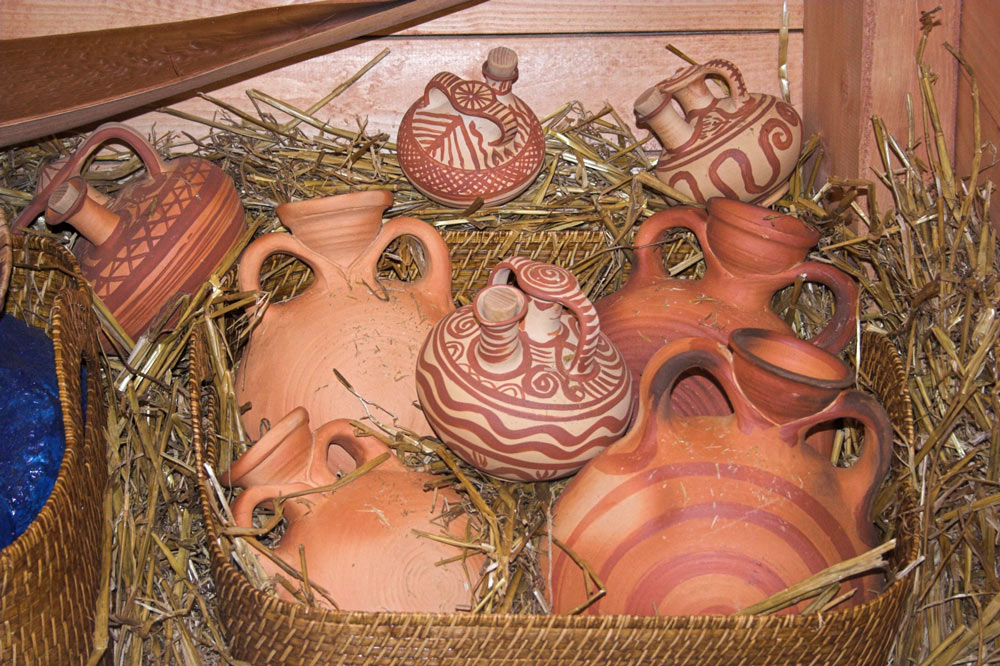
Reconstituiri de ceramică miceniană din încarcătura epavei